# TV Guide
TV Guide – tygodnik telewizyjny, ukazujący się w Stanach Zjednoczonych i w Kanadzie. Magazyn publikuje wiadomości związane z telewizją oraz dodatkowo wywiady, plotki i recenzje filmowe.